# Alexander Koreschkow
Alexander Gennadjewitsch Koreschkow (russisch Александр Геннадьевич Корешков; * 28. Oktober 1968 in Ust-Kamenogorsk, Kasachische SSR, Sowjetunion) ist ein ehemaliger kasachischer Eishockeyspieler, der in seiner aktiven Zeit von 1989 bis 2010 unter anderem für Barys Astana in der Kontinentalen Hockey-Liga spielte. 

## Karriere
Alexander Koreschkow begann seine Karriere 1989 in der zweiten sowjetischen Liga bei Torpedo Ust-Kamenogorsk. 1994 wechselte er gemeinsam mit seinem Bruder Jewgeni zum HK Metallurg Magnitogorsk, wo er bis 2004 spielte. Weitere Stationen innerhalb der Saison 2004/05 waren HK Sibir Nowosibirsk, Sewerstal Tscherepowez und HK Metschel Tscheljabinsk. Von 2005 bis 2007 spielte er wieder in Ust-Kamenogorsk. Bei seinem letzten Arbeitgeber Barys Astana aus Kasachstan stand Alexander von 2007 bis 2010 unter Vertrag.

### International
1998 nahm Alexander Koreschkow mit Kasachstan an den Olympischen Winterspielen in Nagano teil und erzielte dabei in sieben Spielen drei Tore und fünf Assists. Auch 2006 wurde Koreschkow in die kasachische Nationalmannschaft berufen und nahm an den Olympischen Winterspielen 2006 teil, wobei er in fünf Spielen einen Treffer und zwei Assists für sich verbuchen konnte. Momentan ist Koreschkow mit 60 Einsätzen der Rekordnationalspieler Kasachstans. Zudem spielte er für Kasachstan bei der C-Weltmeisterschaft 1993 und der A-Weltmeisterschaft 1998 sowie nach der Umstellung auf das heutige Divisionensystem bei den Weltmeisterschaften der Top-Division 2004, 2005, 2006 und 2010 und der Division I 2003, 2007 und 2009.

### Als Funktionär und Trainer
Seit 2012 arbeitet er für den kasachischen Eishockeyverband und kümmerte sich um die Nachwuchsnationalmannschaften. In dieser Funktion betreute er die jeweiligen Teams auch bei den Weltmeisterschaften als General Manager. Bei den Herren-Weltmeisterschaften der Division I 2015 fungierte er in gleicher Position bei der Herren-Nationalmannschaft. Seit März 2015 ist Koreschkow zudem Präsident von Barys Astana.

## Erfolge und Auszeichnungen
- 1998 Russischer Pokalsieger mit dem HK Metallurg Magnitogorsk
- 1999 Russischer Meister mit dem HK Metallurg Magnitogorsk
- 1999 European-Hockey-League-Gewinn mit dem HK Metallurg Magnitogorsk
- 2000 European-Hockey-League-Gewinn mit dem HK Metallurg Magnitogorsk
- 2001 Russischer Meister mit dem HK Metallurg Magnitogorsk
- 2001 Topscorer der Superliga-Playoffs
- 2006 Bester Vorlagengeber der Wysschaja Liga Gruppe Ost
- 2007 Kasachischer Meister mit Torpedo Ust-Kamenogorsk

### International
- 2003 Aufstieg in die Top-Division bei der Weltmeisterschaft der Division I, Gruppe A
- 2007 Silbermedaille bei den Winter-Asienspielen
- 2007 Topscorer der Winter-Asienspiele
- 2007 Bester Vorlagengeber der Winter-Asienspiele
- 2009 Aufstieg in die Top-Division bei der Weltmeisterschaft der Division I, Gruppe A